# Lust for Life (álbum de Iggy Pop)
Lust for Life es el segundo álbum de estudio de Iggy Pop publicado en 1977. Es su segundo disco en solitario luego de The Idiot a principios de ese año y, a la vez, el segundo que contó con la colaboración de David Bowie. Además de ser un éxito en cuanto a la crítica, es el álbum más popular comercialmente de toda su discografía hasta la fecha, y sigue siendo su único lanzamiento con certificación de Oro en Reino Unido.

## Recepción

### Posicionamiento
Inicialmente, el álbum se vendió bien en Estados Unidos, pero la muerte de Elvis Presley hizo que RCA se preocupara rápidamente de reeditar su discografía, perdiendo todo enfoque de promoción del disco de Pop.
Con el tiempo tuvo una buena recepción en los Estados Unidos, pero solo alcanzó el puesto número 120 en las listas de Billboard al momento de su publicación. La revista Rolling Stone afirmó que "la nueva postura de Iggy Pop es tan absolutamente sin reto y prudente.
Tanto Success como The Passenger fueron lanzados como sencillos el 30 de septiembre de 1977.
.

## Lista de canciones
| N.º | Título                 | Letras            | Música                        | Duración |  |
| 1.  | «Lust for Life»        | Iggy Pop          | David Bowie                   | 5:13     |  |
| 2.  | «Sixteen»              | Pop               | Pop                           | 2:26     |  |
| 3.  | «Some Weird Sin»       | Pop               | Bowie                         | 3:42     |  |
| 4.  | «The passenger»        | Pop               | Ricky Gardiner                | 4:44     |  |
| 5.  | «Tonight»              | Pop               | Bowie                         | 3:39     |  |
| 6.  | «Success»              | Pop               | Bowie, Gardiner               | 4:25     |  |
| 7.  | «Turn Blue»            | Pop, Walter Lacey | Bowie, Warren Peace           | 6:56     |  |
| 8.  | «Neighborhood Threat»  | Pop               | Bowie, Gardiner               | 3:25     |  |
| 9.  | «Fall in Love with Me» | Pop               | Bowie, Hunt Sales, Tony Sales | 6:30     |  |

## Créditos
Productores:
- Bewlay Bros. (David Bowie, Iggy Pop, Colin Thurston)

Músicos:
- Iggy Pop: voz
- David Bowie: teclados, piano, coros
- Carlos Alomar: guitarra, coros
- Ricky Gardiner: guitarra, coros
- Tony Fox Sales: bajo, coros
- Hunt Sales: batería, coros